# Драчеле
Дра́челе — заплавне озеро в нижній частині річки Прут, найбільша природна водойма на території Молдови. Розташоване на півдні країни в Кагульському районі.
Сучасне озеро утворилось із злиття між собою та навколишньої заплави декількох озер — Драчеле, Ротунда та Бадельник. Найбільше з них було Драчеле — мало площу 2,65 км², Ротунда було трохи меншим — 2,08 км². На сьогодні велике озеро має площу до 7 км² і стало найбільшою природною водоймою країни.
З півночі відділене від озера Манта вузькою смугою суходолу.